# Министарство за Косово и Метохију
Министарство за Косово и Метохију било је министарство у Влади Републике Србије задужена за проблеме везане за Косово и Метохију.

## Историјат
Министарство је формирано 7. јула 2008. године, преузимајући надлежности распуштеног Координационог центра за Косово и Метохију. Укинуто је 27. јула 2012. године након формирања Канцеларије за Косово и Метохију, док је и један министар без портфеља био задужен за питања која су била задужена за укинуто министарство.